# 暉峻衆三
暉峻 衆三（てるおか しゅうぞう、1924年6月26日 - 2023年12月22日）は、日本の経済学者。専門は農業経済学。学位は、農学博士（東京大学・論文博士・1984年）（学位論文『日本農業問題の展開』）。東京教育大学教授・信州大学教授・宇都宮大学教授・東亜大学教授を歴任。
暉峻義等の次男。妻は暉峻淑子。長男は暉峻創三。

## 略歴
岡山県倉敷市出身。1943年東京帝国大学に入学。1944年学徒動員により入隊し、陸軍経理学校に入る。1945年8月12日、原爆投下後の広島市に入る。
1947年東京帝国大学農学部農業経済学科卒業。1984年『日本農業問題の展開』で東京大学より農学博士の学位を取得。東畑精一門下。
1953年東京教育大学講師、助教授、教授、1978年信州大学教授、1983年宇都宮大学教授、1990年定年退官、東亜大学大学院教授。1998年退職。
1984-1987年日本経済学会連合理事、1984-1986年日本農業経済学会副会長、1992-2004年農業・農協問題研究所理事長。日本農業経済学会名誉会員、農業・農協問題研究所特別会員。
2023年12月22日、東京都練馬区の自宅で老衰のため死去。99歳没。

## 著書

### 単著
- 『日本農業問題の展開』東京大学出版会 1970‐84
- 『日本資本主義の食と農 軌跡と課題』筑波書房ブックレット 暮らしのなかの食と農 2011
- 『わが農業問題研究の軌跡 資本主義から社会主義への模索』御茶の水書房 2013

### 共編著
- 『農民組合と農地改革 長野県下伊那郡鼎村』古島敏雄,的場徳造共著 東京大学出版会 1956
- 『地主制と米騒動 大正期を中心とする大和平野 一農村の研究』編 東京大学出版会 1958
- 『サミットの社会 中学3年』編著 文英堂 サミットシリーズ 1965
- 『スクール図解百科事典 11 日本の産業 1』共著 講談社 1967
- 『戦後日本の農業と農民』井野隆一,重富健一共編者 新評論 1968
- 『国家独占資本主義と農業』井野隆一, 重富健一共編 大月書店 1971
- 『政治革新と世界の農業問題』編著 大月書店 1974
- 『日本農業の理論と政策』東井正美,常盤政治共編著 ミネルヴァ書房 1980
- 『日本農業史 資本主義の展開と農業問題』編 有斐閣選書 1981
- 『現代日本経済の構造と政策』清山卓郎共編著 ミネルヴァ書房 1989
- 『日本資本主義と農業保護政策 農基法成立後の日本農業の再編過程』編著 御茶の水書房 1990
- 『ユーゴ社会主義の実像』小山洋司、竹森正孝、山中武士共著 リベルタ出版 1990
- 『日本農業100年のあゆみ 資本主義の展開と農業問題』編 有斐閣ブックス 1996
- 『日本の農業150年 :1850～2000年』編 有斐閣ブックス 2003